# Promontorium Deville

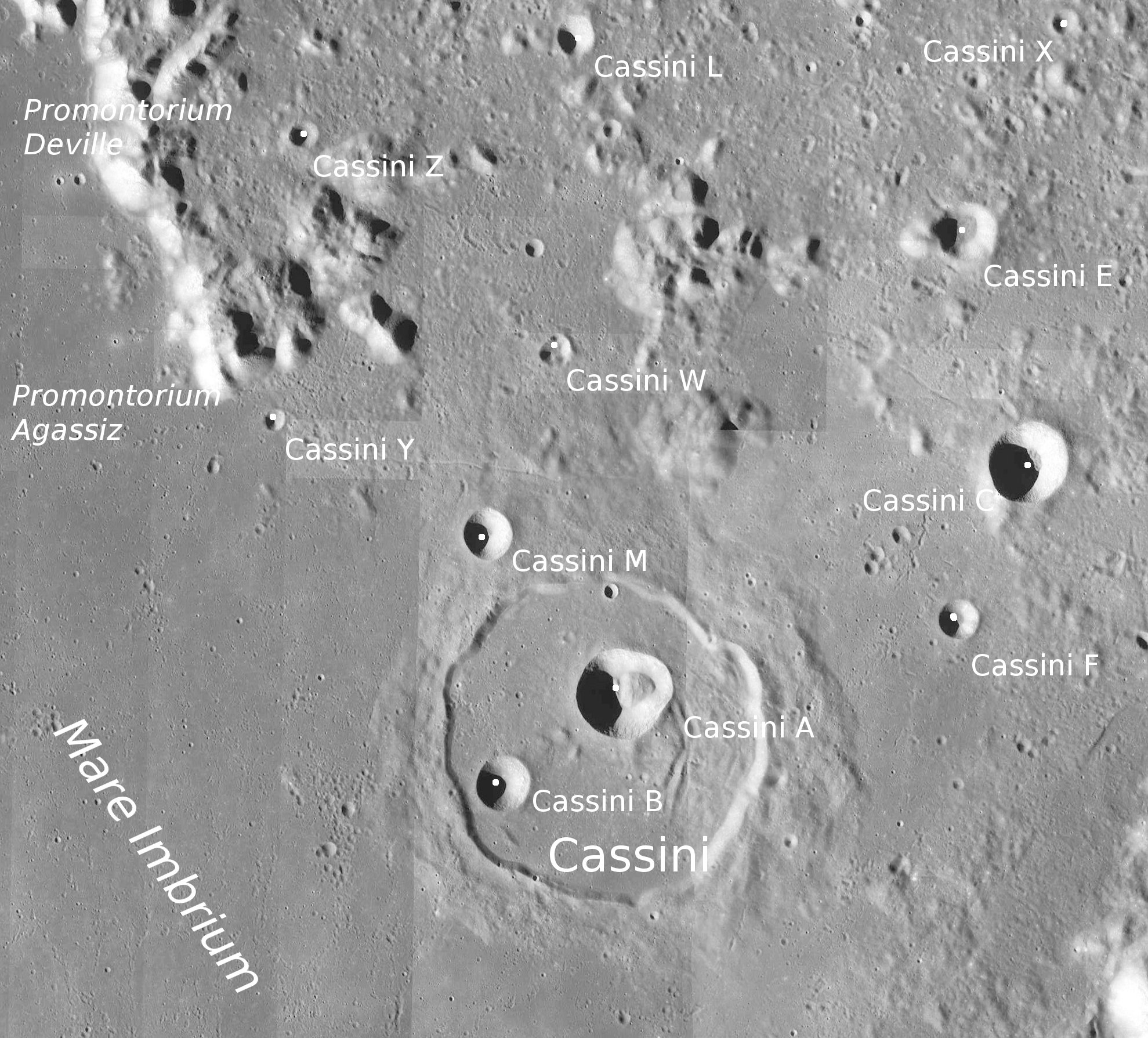
Le Promontorium Deville au nord du cratère Cassini et à l'est de la Mare Imbrium.

Le Promontorium Deville est un promontoire montagneux faisant partie de la chaîne  de montagnes des Montes Alpes. Il est situé à l'est de la Mare Imbrium et s'élève au nord du cratère Cassini. Juste au sud s'élève un autre promontoire rocheux, le Promontorium Agassiz. 
Les coordonnées sélénographiques du Promontorium Deville sont 43,31, 1,14. Ce promontoire s'élève à près de 1 300 mètres d'altitude. Son diamètre est de 16,56 kilomètres. 
En 1935, l'Union astronomique internationale a donné le nom du géologue français Charles Sainte-Claire Deville à ce promontoire rocheux.